# اوله اسمولیانیف
اوله اسمولیانیف (اوکراینی: Олег Олексійович Смолянинов؛ زادهٔ ۵ ژانویهٔ ۱۹۵۹) بازیکن فوتبال اهل اتحاد جماهیر شوروی سوسیالیستی است.
از باشگاه‌هایی که در آن بازی کرده‌است می‌توان به باشگاه فوتبال بنی یهودا تل آویو، باشگاه فوتبال متالورگ زاپروژیا، باشگاه فوتبال دنیپرو، باشگاه فوتبال زسکا روستوف-نا-دونو، باشگاه فوتبال شاختار دونتسک، باشگاه فوتبال زنیت سن پترزبورگ، و باشگاه فوتبال زوریا لوهانسک اشاره کرد.